# Район Кіта (Осака)

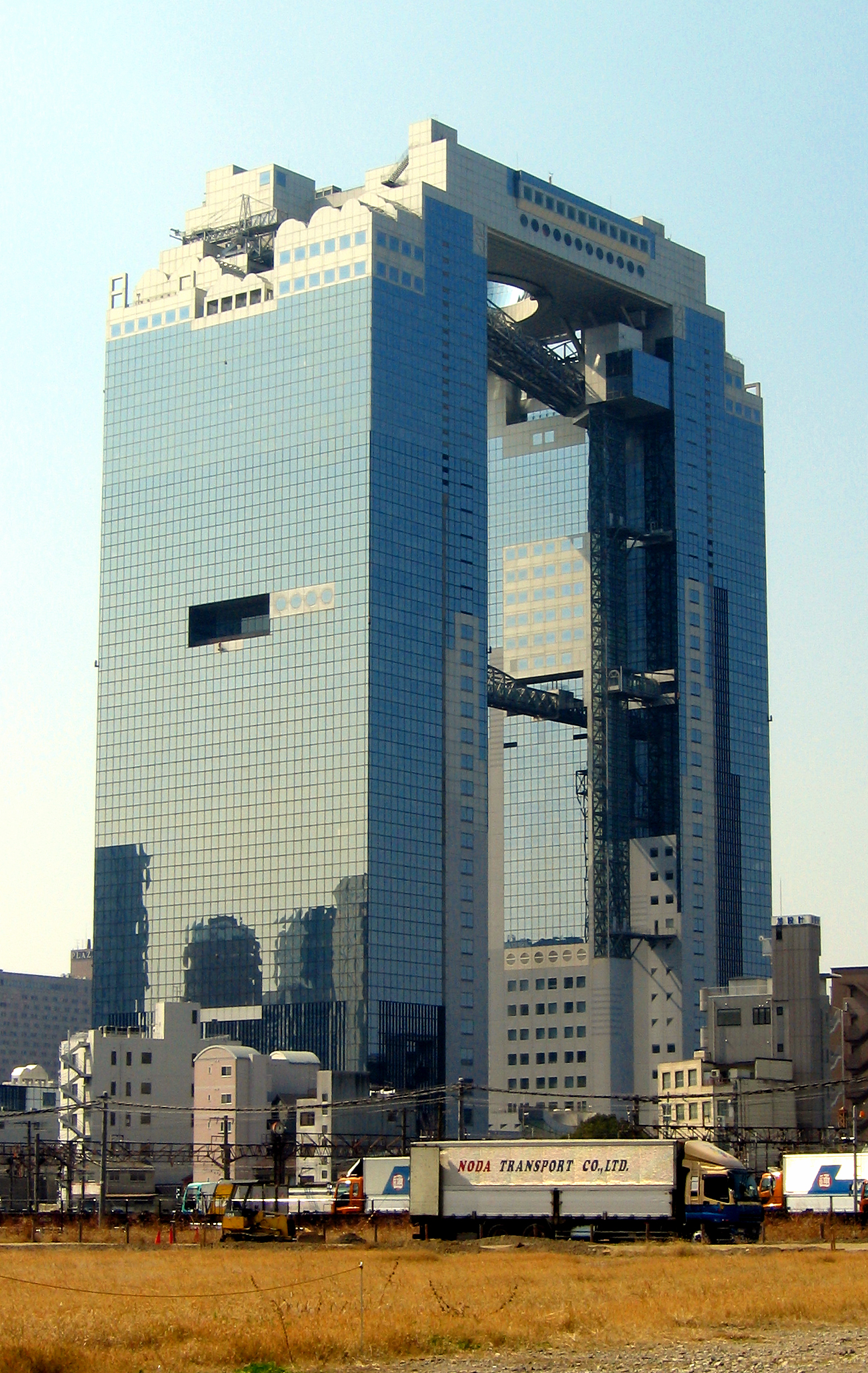
Умеда Скай Білдінг

34°42′20″ пн. ш. 135°30′36″ сх. д. / 34.705555555556° пн. ш. 135.51° сх. д.
Кіта (яп. 北区, Kita-ku, дослівно "північний район") - один з 24 районів міста Осака, Японія.

## Визначні місця
Кіта-ку, особливо район Умеда, що оточує вокзал Осаки, є одним з головних комерційних центрів Осаки. Кіта-ку також є фінансово-адміністративним центром, де знаходиться штаб-квартира Японського монетного двору та відділення Банку Японії в Осаці.

### Компанії зі штаб-квартирою в окрузі
- Daicel [5]
- Daikin (будівля центру Умеда)
- Будинок Дайва
- FM802
- Hankyu Hanshin Holdings
- Залізниця Ханью
- Kansai Electric Power Company
- Kansai Telecasting Corporation
- Корпорація Kaneka
- Система мовлення Mainichi
- Ніхон Пуссан
- Фарба Nippon [6]
- Ніпро [7]
- Oh-Ebashi LPC &amp; Partners
- Santen Pharmaceutical [8]
- Suntory
- Тойобо [9]
- West Japan Railway Company [10]
- West Nippon Expressway Company (Dojima Avanza)
- Янмар (Брамна вежа Умеда)
- Зодзіруші

Asahi Kasei, Itochu Corporation, Kuraray і Kaneka Corporation  мають «штаб-квартири» як у Кіта-ку, так і в Токіо.

### Фірми з представництвами Кита-ку
Dentsu та Yomiuri Shimbun мають філії в Кіта-ку.   Mazda має офіс у будівлі Umeda Sky Building Tower East.  У Air France офіс на третьому та шостому поверхах будівлі Шін-Сакурабаші, Умеда.  Офіс обробляє запити, пов’язані з Aircalin .  Google має офіс у будівлі Hankyu Grand Building.  Кансайський офіс Bandai Visual відкрився в Кіта-ку в березні 1988 року; підрозділ тепер відомий як Osaka Branch.  Свого часу Japan Airlines мала пункт продажу квитків на першому поверсі будівлі Daiichi Seimei в Умеда. 

## Дипломатичні представництва
Генеральне консульство Сполучених Штатів в Осаці розташоване в Кіта-ку. Генеральне консульство Бельгії в Осаці розташоване на дванадцятому поверсі будівлі Snow Crystal Building в Умеда, Кіта-ку. Генеральне консульство Німеччини в Осаці розташоване на тридцять п'ятому поверсі будівлі Umeda Sky Building Tower East в Кіта-ку.  Генеральне консульство Італії в Осаці розташоване з квітня 2013 року на 17 поверсі фестивальної вежі Наканосіма в Наканошімі . 

## Пам'ятки

### Центр міста Умеда

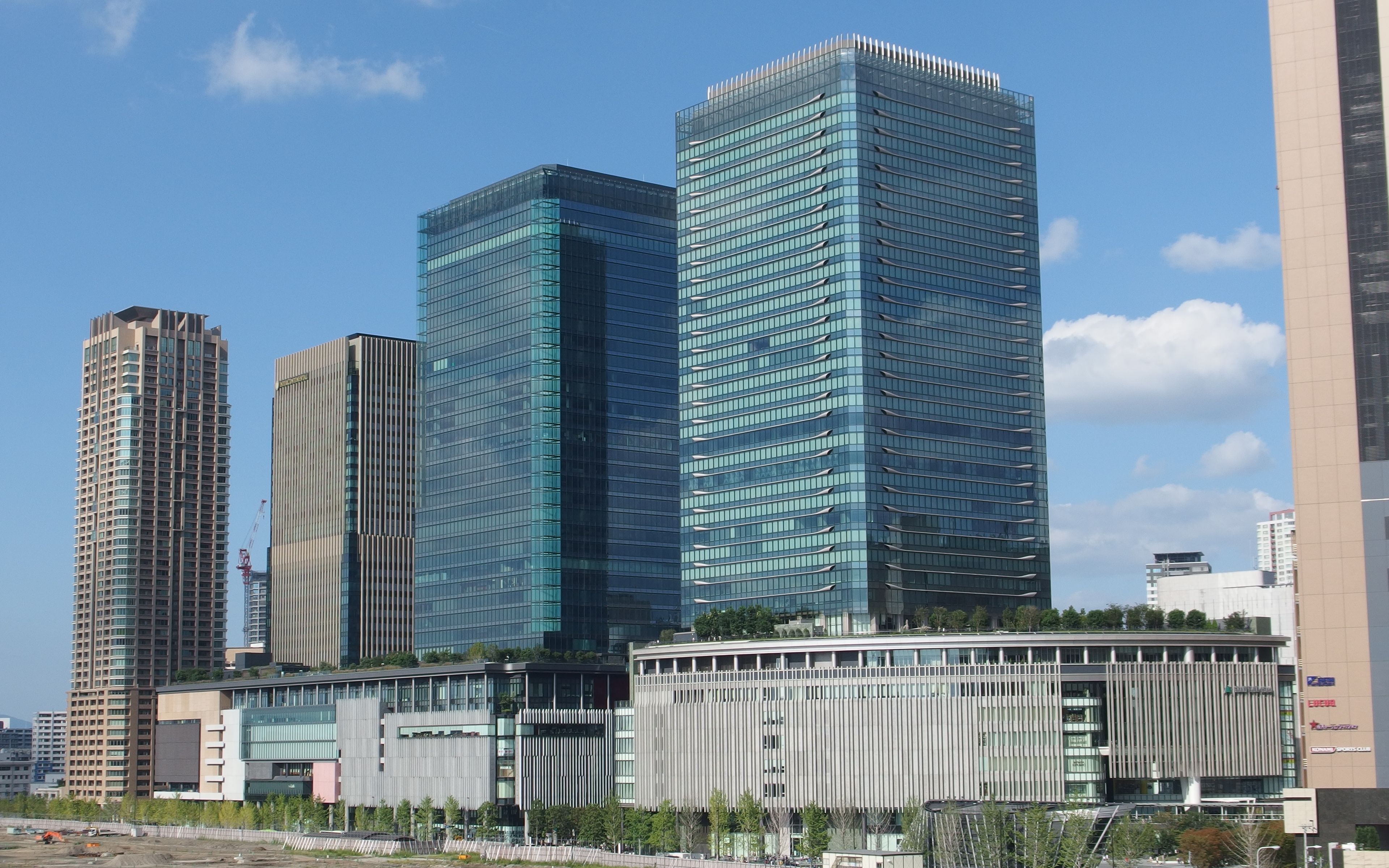

Комерційний і діловий центр регіону Кансай із багатьма висотними будинками та великими підземними комплексами.

### Острів Наканошима
На цьому острові розташовані державні установи, музеї та офісні будівлі. Визначними закладами є мерія, центральна громадська зала, відділення Банку Японії в Осаці та Міжнародний конференц-центр Осаки . Національний музей мистецтва, Осака та Науковий музей Осаки також знаходяться на цьому острові.

### Парки
- Парк Наканошіма
- Прибережний парк Йодоґава та парк Кема-Сакураномія
- Парк Огімачі
  - Ogimachi Kids Park (Kids Plaza Osaka)
- Парк Сакураномія
- Парк Мінамі-Темма
- Сади Умеада Умекіта

### Храми
- Кокубун-джі (Осака)
- Храм Теммангу в Осаці

### Інше
- Tenjimbashisuji Shōtengai (найдовша крита торгова вулиця в Японії)
- Фестивальний зал
- Уряд Південної Кореї утримує Корейський освітній інститут ( кор. 오사카한국교육원  </link> , яп. 大阪韓国教育院 </link>) в Кіта-ку. [16]

## Універмаги
- Універмаг Hanshin
- Універмаг Hankyu
- Даймару Умеда-місе

## Засоби масової інформації

### Газети
- Майнічі Шімбун Осака Офіс - Умеда
- Офіс Осаки "Йоміурі Шимбун" - Нозакічо
- Асахі Шимбун Осака Офіс - Наканошима

### ТБ
- Телевізійна система Майнічі (MBS) - Чаямачі, телевізійні та радіо
- Асохі Broadcasting Corporation (ABC) - Ойодо-минами, телевізійні та радіо
- Kansai TV - Огімачі, телевізор

## Освіта
Міжнародні школи:
- Міжнародна школа YMCA в Осаці [17]

## Залізничні станції
Термінали:
- Станція Осака ( JR West )

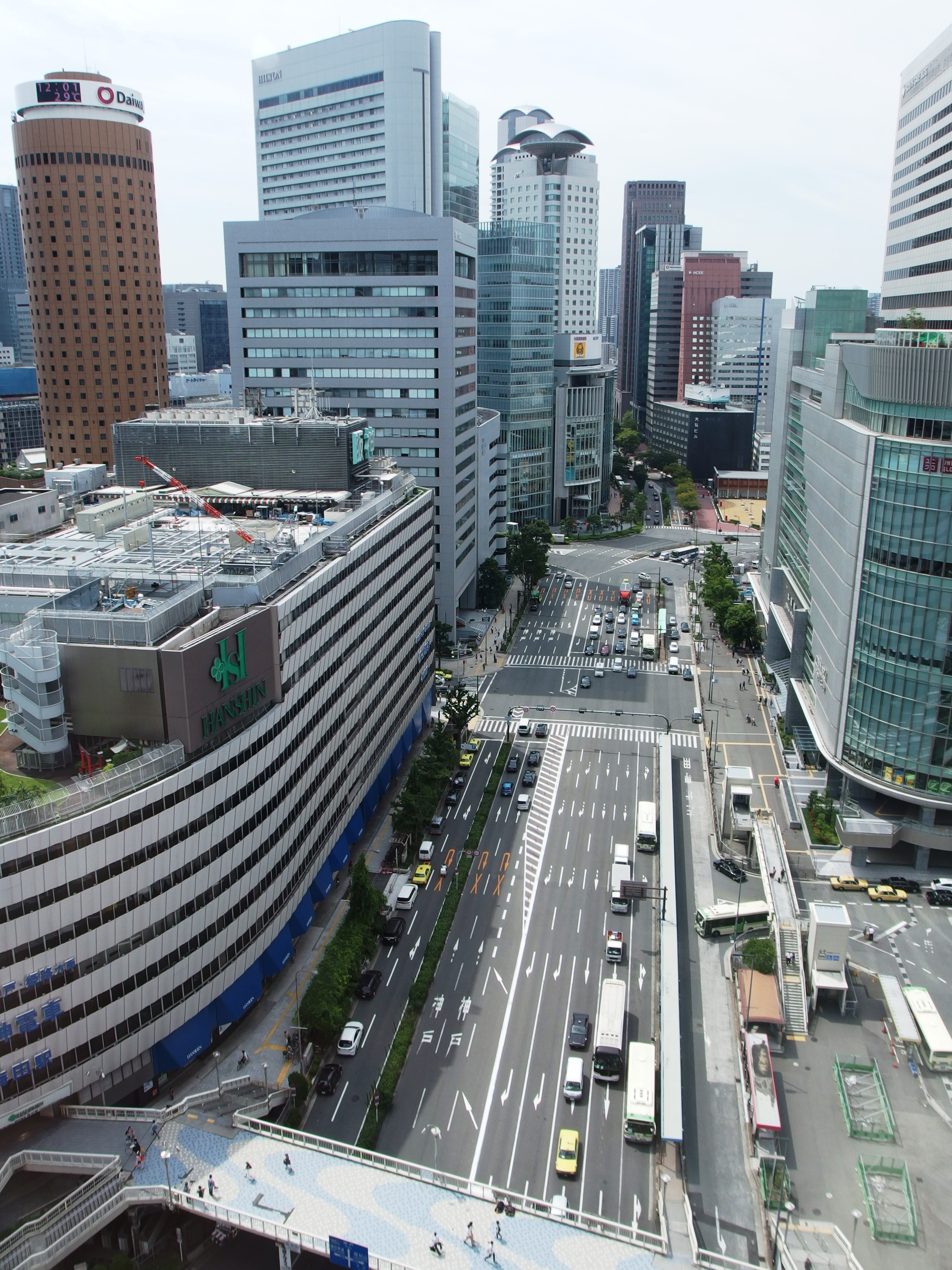
На південь від Стація Осака в Умеді

- Станція Umeda ( Hankyu, Hanshin, Osaka Subway )
- Станція Yodoyabashi ( Кейхан, метро Осака)

Наступні станції також з'єднані з Осакою та Умедою підземними переходами:
- Стація Кіташинчі (JR West)
- Стація Хигасі-Умеда (подземка Осаки)
- Стація Ніші-Умеда (подземка Осаки)

Інші станції:
- Станція Minami-morimachi (метро Осаки)
- Станція Накацу (Ханкю)
- Станція Накацу (метро Осаки)
- Станція Nakazakicho (метро Осаки)
- Станція Ogimachi (метро Осаки)
- Станція Osaka-Temmangu (JR West)
- Станція Tenjimbashisuji Rokuchōme (Hankyu, Осакське метро)
- Станція Temma (JR West)

## Видатні люди з Кіта-ку, Осака
- Ецуко Інада - японський фигуровий скейт
- Кагаку Мураками - японський художник і ілюстратор
- Кента Кіритани - японський актор і співак
- Тецудзи Такьчи - японський режисер, критик та автор театральних і кіноочісів

## Зовнішні посилання
- Kita-ku, Osaka у Вікімандрах
- Офіційний сайт